# Emma de Provença
Emma, dita Emma de Venasque, morta el 1063, fou comtessa de Provença de 1037 a 1063. Era filla de Ratbold II, comte de Provença i d'Ermengarda, la qual es va casar després amb Rodolf III, rei de Borgonya.
Es va casar vers el 1019 amb Guillem III de Tolosa († 1037), comte de Tolosa i va donar a llum a:
- Ponç († 1060), comte de Tolosa de Llenguadoc
- Bertran I († després del 1081), comte de Provença
- Rangarda, casada amb Pere Ramon o Pere II, comte de Carcassona.

El 1024, va fer amb el seu marit una donació a l'abadia de Sant Víctor de Marsella. Va succeir al seu germà Guillem III de Provença-Avinyó, comte de Provença, vers el 1037, i va transmetre el comtat al seu segon fill Bertran.

## Font
- Els comtes de Provença